# Segunda fase da Copa Sul-Americana de 2016
A segunda fase da Copa Sul-Americana de 2016 foi disputada entre 23 de agosto e 15 de setembro. Os vencedores de cada chave se classificaram para a fase final, iniciando a partir das oitavas de final.
As equipes se enfrentaram em jogos eliminatórios de ida e volta, classificando-se a que somasse o maior número de pontos. Em caso de igualdade em pontos, a regra do gol marcado como visitante seria utilizada para o desempate. Persistindo o empate, a vaga seria definida em disputa por pênaltis.
Equipes da Argentina e do Brasil fizeram confrontos nacionais nesta fase, junto com as outras dezesseis equipes das demais federações classificadas da primeira fase.

## Resultados
| Chave | Equipe 1                                              | Total                                                 | Equipe 2                                              | Ida                                                   | Volta                                                 |
| ----- | ----------------------------------------------------- | ----------------------------------------------------- | ----------------------------------------------------- | ----------------------------------------------------- | ----------------------------------------------------- |
| O1    | Santa Cruz                                            | 1–0                                                   | Sport                                                 | 0–0                                                   | 1–0                                                   |
| O2    | Deportivo La Guaira                                   | 4–2                                                   | Emelec                                                | 4–2                                                   | 0–0                                                   |
| O3    | Cuiabá                                                | 2–3                                                   | Chapecoense                                           | 1–0                                                   | 1–3                                                   |
| O4    | Bolívar                                               | 1–2                                                   | Atlético Nacional                                     | 1–1                                                   | 0–1                                                   |
| O5    | Estudiantes                                           | 1–2                                                   | Belgrano                                              | 1–0                                                   | 0–2                                                   |
| O6    | Blooming                                              | 1–3                                                   | Junior de Barranquilla                                | 0–2                                                   | 1–1                                                   |
| O7    | Figueirense                                           | 5–5 (gf)                                              | Flamengo                                              | 4–2                                                   | 1–3                                                   |
| O8    | Cerro Porteño                                         | 7–0                                                   | Real Potosí                                           | 6–0                                                   | 1–0                                                   |
| O9    | Santa Fe diretamente classificado às oitavas de final | Santa Fe diretamente classificado às oitavas de final | Santa Fe diretamente classificado às oitavas de final | Santa Fe diretamente classificado às oitavas de final | Santa Fe diretamente classificado às oitavas de final |
| O10   | Real Garcilaso                                        | 2–3                                                   | Palestino                                             | 2–2                                                   | 0–1                                                   |
| O11   | Zamora                                                | 0–2                                                   | Montevideo Wanderers                                  | 0–1                                                   | 0–1                                                   |
| O12   | Vitória                                               | 2–2 (gf)                                              | Coritiba                                              | 2–1                                                   | 0–1                                                   |
| O13   | Sol de América                                        | 2–1                                                   | Sport Huancayo                                        | 1–0                                                   | 1–1                                                   |
| O14   | Lanús                                                 | 0–3                                                   | Independiente                                         | 0–2                                                   | 0–1                                                   |
| O15   | Banfield                                              | 3–4                                                   | San Lorenzo                                           | 2–0                                                   | 1–4                                                   |
| O16   | Independiente Medellín                                | 3–2                                                   | Sportivo Luqueño                                      | 3–0                                                   | 0–2                                                   |

Todas as partidas estão no horário local.

### Chave O1
| 24 de agosto  | Santa Cruz | 0 – 0     | Sport | Arena Pernambuco, São Lourenço da Mata     |
| 21:45 (UTC-3) |            | Relatório |       | Público: 5 517 Árbitro: CHI Julio Bascuñán |

| Santa Cruz | Sport |

| 31 de agosto  | Sport | 0 – 1     | Santa Cruz       | Arena Pernambuco, São Lourenço da Mata |
| 21:45 (UTC-3) |       | Relatório | Bruno Moraes 81' | Público: 6 570 Árbitro: PER Diego Haro |

| Sport | Santa Cruz |

### Chave O2
| 23 de agosto  | Deportivo La Guaira                          | 4 – 2     | Emelec                         | Estádio Metropolitano, Barquisimeto       |
| 18:15 (UTC-4) | Flores 27' · González 37', 48' · Arrieta 70' | Relatório | Gaibor 52' · Herrera 67' (pen) | Público: 1 500 Árbitro: CHI Roberto Tobar |

| La Guaira | Emelec |

| 14 de setembro | Emelec | 0 – 0     | Deportivo La Guaira | Estádio George Capwell, Guaiaquil          |
| 16:00 (UTC-5)  |        | Relatório |                     | Público: 20 000 Árbitro: COL Wilmar Roldán |

| Emelec | La Guaira |

### Chave O3
| 25 de agosto  | Cuiabá     | 1 – 0     | Chapecoense | Arena Pantanal, Cuiabá                   |
| 18:00 (UTC-4) | Dakson 19' | Relatório |             | Público: 1 714 Árbitro: ARG Jorge Baliño |

| Cuiabá | Chapecoense |

| 31 de agosto  | Chapecoense                             | 3 – 1     | Cuiabá             | Arena Condá, Chapecó                         |
| 21:45 (UTC-3) | Lucas Gomes 67' · Bruno Rangel 70', 82' | Relatório | Douglas Mendes 22' | Público: 3 725 Árbitro: VEN Jesús Valenzuela |

| Chapecoense | Cuiabá |

### Chave O4
| 24 de agosto  | Bolívar  | 1 – 1     | Atlético Nacional | Estádio Hernando Siles, La Paz               |
| 18:15 (UTC-4) | Arce 55' | Relatório | Borja 69'         | Público: 16 000 Árbitro: PAR Enrique Cáceres |

| Bolívar | Atl. Nacional |

| 13 de setembro | Atlético Nacional | 1 – 0     | Bolívar | Estádio Atanasio Girardot, Medellín         |
| 19:45 (UTC-5)  | Borja 60'         | Relatório |         | Público: 20 092 Árbitro: ECU Roddy Zambrano |

| Atl. Nacional | Bolívar |

### Chave O5
| 24 de agosto  | Estudiantes | 1 – 0     | Belgrano | Estádio Ciudad de La Plata, La Plata        |
| 21:45 (UTC-3) | Sánchez 16' | Relatório |          | Público: 15 000 Árbitro: PAR Julio Quintana |

| Estudiantes | Belgrano |

| 15 de setembro | Belgrano              | 2 – 0     | Estudiantes | Estádio Mario Alberto Kempes, Córdova        |
| 21:45 (UTC-3)  | Bieler 66' (pen), 68' | Relatório |             | Público: 18 000 Árbitro: PER Víctor Carrillo |

| Belgrano | Estudiantes |

### Chave O6
| 23 de agosto  | Blooming | 0 – 2     | Junior de Barranquilla  | Estádio Ramón Tahuichi Aguilera, Santa Cruz   |
| 20:45 (UTC-4) |          | Relatório | Ovelar 22' · Toloza 51' | Público: 12 000 Árbitro: URU Jonhatan Fuentes |

| Blooming | Junior |

| 14 de setembro | Junior de Barranquilla | 1 – 1     | Blooming             | Estádio Metropolitano, Barranquilla       |
| 19:45 (UTC-5)  | González 19'           | Relatório | João Paulo 58' (pen) | Público: 5 382 Árbitro: BRA Raphael Claus |

| Junior | Blooming |

### Chave O7
| 24 de agosto  | Figueirense                                | 4 – 2     | Flamengo                              | Estádio Orlando Scarpelli, Florianópolis     |
| 21:45 (UTC-3) | Rafael Moura 9', 26', 48' · Marquinhos 17' | Relatório | Alan Patrick 12' · Marcelo Cirino 75' | Público: 5 119 Árbitro: URU Daniel Fedorczuk |

| Figueirense | Flamengo |

| 31 de agosto  | Flamengo                                  | 3 – 1     | Figueirense     | Estádio Kleber Andrade, Cariacica            |
| 21:45 (UTC-3) | Éverton 13' · Jorge 25' · Fernandinho 71' | Relatório | Rafael Silva 5' | Público: 6 445 Árbitro: COL Wilson Lamouroux |

| Flamengo | Figueirense |

### Chave O8
| 24 de agosto  | Cerro Porteño                                           | 6 – 0     | Real Potosí | Estádio Defensores del Chaco, Assunção  |
| 18:15 (UTC-4) | R. Rojas 15', 71' · Pereira 30' · Beltrán 37', 44', 52' | Relatório |             | Público: 12 000 Árbitro: PER Diego Haro |

| Cerro Porteño | Real Potosí |

| 15 de setembro | Real Potosí | 0 – 1     | Cerro Porteño | Estádio Víctor Agustín Ugarte, Potosí   |
| 18:15 (UTC-4)  |             | Relatório | R. Rojas 86'  | Público: 6 000 Árbitro: URU Óscar Rojas |

| Real Potosí | Cerro Porteño |

### Chave O10
| 24 de agosto  | Real Garcilaso                     | 2 – 2     | Palestino                     | Estádio Inca Garcilaso de la Vega, Cusco |
| 15:00 (UTC-5) | Valverde 27' (pen) · Santillán 84' | Relatório | Vidal 7' · Valencia 12' (pen) | Público: 3 000 Árbitro: BOL Raúl Orosco  |

| R. Garcilaso | Palestino |

| 15 de setembro | Palestino   | 1 – 0     | Real Garcilaso | Estádio Monumental, Santiago                    |
| 19:15 (UTC-3)  | Benegas 49' | Relatório |                | Público: 4 500 Árbitro: PAR Mario Díaz de Vivar |

| Palestino | R. Garcilaso |

### Chave O11
| 25 de agosto  | Zamora | 0 – 1     | Montevideo Wanderers | Estádio La Carolina, Barinas               |
| 20:45 (UTC-4) |        | Relatório | Santos 57'           | Público: 8 000 Árbitro: BRA Leandro Vuaden |

| Zamora | Wanderers |

| 14 de setembro | Montevideo Wanderers | 1 – 0     | Zamora | Estádio Luis Franzini, Montevidéu         |
| 16:00 (UTC-3)  | Santos 88'           | Relatório |        | Público: 2 000 Árbitro: ARG Darío Herrera |

| Wanderers | Zamora |

### Chave O12
| 25 de agosto  | Vitória                           | 2 – 1     | Coritiba    | Arena Fonte Nova, Salvador              |
| 21:45 (UTC-3) | Diego Renan 65' (pen) · Kieza 69' | Relatório | Evandro 43' | Público: 3 549 Árbitro: VEN José Argote |

| Vitória | Coritiba |

| 31 de agosto  | Coritiba | 1 – 0     | Vitória | Estádio Couto Pereira, Curitiba         |
| 17:00 (UTC-3) | Iago 80' | Relatório |         | Público: 4 032 Árbitro: ECU Carlos Orbe |

| Coritiba | Vitória |

### Chave O13
| 25 de agosto  | Sol de América | 1 – 0     | Sport Huancayo | Estádio Luis Alfonso Giagni, Villa Elisa   |
| 20:45 (UTC-4) | Samaniego 7'   | Relatório |                | Público: 7 000 Árbitro: ARG Germán Delfino |

| Sol América | Sp. Huancayo |

| 15 de setembro | Sport Huancayo | 1 – 1     | Sol de América | Estádio Huancayo, Huancayo                |
| 14:15 (UTC-5)  | Salcedo 5'     | Relatório | Álvarez 79'    | Público: 1 500 Árbitro: ARG Néstor Pitana |

| Sp. Huancayo | Sol América |

### Chave O14
| 25 de agosto  | Lanús | 0 – 2     | Independiente              | Estádio La Fortaleza, Lanús                |
| 19:15 (UTC-3) |       | Relatório | Fernández 54' · Rigoni 88' | Público: 14 000 Árbitro: COL Wilmar Roldán |

| Lanús | Independiente |

| 14 de setembro | Independiente | 1 – 0     | Lanús | Estádio Libertadores de América, Avellaneda  |
| 19:15 (UTC-3)  | Benítez 40'   | Relatório |       | Público: 25 000 Árbitro: PAR Enrique Cáceres |

| Independiente | Lanús |

### Chave O15
| 23 de agosto  | Banfield                     | 2 – 0     | San Lorenzo | Estádio Florencio Sola, Banfield           |
| 19:15 (UTC-3) | Rodríguez 4' · Sarmiento 36' | Relatório |             | Público: 15 000 Árbitro: BRA Luiz Oliveira |

| Banfield | San Lorenzo |

| 13 de setembro | San Lorenzo                                   | 4 – 1     | Banfield | Estádio Nuevo Gasómetro, Buenos Aires       |
| 19:15 (UTC-3)  | Caruzzo 3' · Blandi 5', 10' · Cauteruccio 37' | Relatório | Soto 24' | Público: 30 000 Árbitro: BRA Wilton Sampaio |

| San Lorenzo | Banfield |

### Chave O16
| 24 de agosto  | Independiente Medellín                     | 3 – 0     | Sportivo Luqueño | Estádio Atanasio Girardot, Medellín         |
| 19:45 (UTC-5) | Hernández 24' · Caicedo 75' · L. Arias 90' | Relatório |                  | Público: 19 040 Árbitro: ECU Roddy Zambrano |

| Ind. Medellín | Sp. Luqueño |

| 15 de setembro | Sportivo Luqueño                    | 2 – 0     | Independiente Medellín | Estádio Feliciano Cáceres, Luque           |
| 20:45 (UTC-4)  | Marín 23' (pen) · Derlis Alegre 44' | Relatório |                        | Público: 10 000 Árbitro: CHI Roberto Tobar |

| Sp. Luqueño | Ind. Medellín |